# Erpetogomphus ophibolus
Erpetogomphus ophibolus är en trollsländeart som beskrevs av Philip Powell Calvert 1905. Erpetogomphus ophibolus ingår i släktet Erpetogomphus och familjen flodtrollsländor. Inga underarter finns listade i Catalogue of Life.